# Krajnje zemljopisne točke Republike Hrvatske
Krajnje zemljopisne točke Republike Hrvatske su:
- najsjevernija točka:
  - Žabnik, dio Svetog Martina na Muri (u Međimurskoj županiji) – 46°33′N 16°22′E / 46.550°N 16.367°E
- najjužnija točka:
  - otočić Galijula, otočić u palagruškim otocima Jadranskog mora (službeno pripada gradu Komiži na otoku Visu u Splitsko-dalmatinskoj županiji) – 42°23′N 16°21′E / 42.383°N 16.350°E
  - na kopnu: rt Oštra (Oštro) na poluotoku Prevlaci (službeno u području Konavala) – 42°24′N 18°32′E / 42.400°N 18.533°E
- najistočnija točka:
  - Rađevac, dio Iloka (službeno dio grada Iloka u Vukovarsko-srijemskoj županiji) – 45°12′N 19°27′E / 45.200°N 19.450°E
- najzapadnija točka:
  - rt Lako kod Bašanije (službeno dio grada Umaga u Istarskoj županiji) - 45°29′N 13°30′E / 45.483°N 13.500°E
  - na zemljovidima veće ekvidistance najzapadnija točka je rt Donja Savudrija i mjesto Savudrija.

## Visina
- najviša točka: Sinjal, Dinara, 1831 m
- najniža točka: Jadransko more, 0 m